# Dholka
Dholka là một thành phố và khu đô thị của quận Ahmadabad thuộc bang Gujarat, Ấn Độ.

## Địa lý
Dholka có vị trí 22°43′B 72°28′Đ / 22,72°B 72,47°Đ Nó có độ cao trung bình là 17 mét (55 feet).

## Nhân khẩu
Theo điều tra dân số năm 2001 của Ấn Độ, Dholka có dân số 53.792 người. Phái nam chiếm 52% tổng số dân và phái nữ chiếm 48%. Dholka có tỷ lệ 66% biết đọc biết viết, cao hơn tỷ lệ trung bình toàn quốc là 59,5%: tỷ lệ cho phái nam là 73%, và tỷ lệ cho phái nữ là 59%. Tại Dholka, 12% dân số nhỏ hơn 6 tuổi.